# ハロン市
ハロン市（下竜市、下龍市、ベトナム語：Thành phố Hạ Long / 城庯下龍?  発音）は、ベトナム北部、クアンニン省の省都。ハノイの北東約160kmに位置している。狭い海峡を挟んで東のホンゲイ坊（ベトナム語：Phường Hòn Gai / 坊丸荄?）と西のバイチャイ坊（ベトナム語：Phường Bãi Cháy / 坊𣺽𤈜?）の地区に分かれる。ホンゲイ地区は行政、経済の中心であり、バイチャイ地区は観光地区である。両地区の間には日本のODA援助によりバイチャイ橋が架けられている。市は世界遺産に登録されている景勝地ハロン湾に面し、観光の拠点となっている。2018年の人口は300,267人である。

## 名称
漢字で「下龍」の意味は「舞い降りる龍」で、侵略者からベトナム人を守るために送られてきた母龍と子龍の神話があり、この母龍の降り立った場所がハロン湾であり、子龍たちが舞い降りた地がバイトゥロン湾（ベトナム語：Bái Tử Long / 筷子龍/拜子龍）である。これに対し、ハノイには、龍の昇る街（タンロン、昇竜）の別名がある。

## 行政区画
以下の21坊12社から構成される。
- バイチャイ坊（Bãi Cháy / 𡓁𤈜）
- バクダン坊（Bạch Đằng / 白藤）
- カオタン坊（Cao Thắng / 高勝）
- カオサイン坊（Cao Xanh / 高瞠）
- ゼンダイ坊（Giếng Đáy / 營代）
- ハカイン坊（Hà Khánh / 河慶）
- ハカウ坊（Hà Khẩu / 河口）
- ハラム坊（Hà Lầm / 河林）
- ハチュン坊（Hà Trung / 河中）
- ハフォン坊（Hà Phong / 河豐）
- ハトゥー坊（Hà Tu / 河修）
- ホアインボー坊（Hoành Bồ / 橫蒲）
- ホンガイ坊（Hồng Gai / 丸荄）
- ホンハ坊（Hồng Hà / 紅河）
- ホンハイ坊（Hồng Hải / 鴻海）
- フンタン坊（Hùng Thắng / 雄勝）
- ダイイエン坊（Đại Yên / 大安）
- チャンフンダオ坊（Trần Hưng Đạo / 陳興道）
- トゥアンチャウ坊（Tuần Châu / 巡洲）
- ヴィエトフン坊（Việt Hưng / 越興）
- イエットキエウ坊（Yết Kiêu / 歇驕）
- バンカ社（Bằng Cả / 憑奇）
- ザンチュー社（Dân Chủ / 民主）
- ドンラム社（Đồng Lâm / 同林）
- ドンソン社（Đồng Sơn / 同山）
- ホアビン社（Hoà Bình / 和平）
- キートゥオン社（Kỳ Thượng / 畿上）
- レロイ社（Lê Lợi / 黎利）
- クアンラ社（Quảng La / 廣羅）
- ソンズオン社（Sơn Dương / 山陽）
- タンザン社（Tân Dân / 新民）
- トンニャット社（Thống Nhất / 統一）
- ヴーオアイ社（Vũ Oai / 武威）

## 産業
- 良港と好漁場を擁する地域であり、伝統的に水産業が盛んである。
- ホンゲイ地区（丸荄）では「ホンゲイ炭」として知られる上質の無煙炭を産出しており、19世紀末から採掘が始められ、長年にわたりベトナム北部における主要基幹産業の一つとなってきた。この石炭の搬出のため港湾施設の整備も行われ、海運関連産業も発達した。
- 造船業の集積も見られ、国営ベトナム造船公社（Vinashin）傘下のハロン造船所などが操業しており、輸出向け船舶の受注・建造にも力が入れられている。
- 景勝地ハロン湾を活用した観光産業も発達している。

## 姉妹都市
- ブンタウ、ベトナム